# Emil Velenský
Emil Velenský (21. května 1920 – 28. prosince 2003) byl československý basketbalista, mistr a vicemistr Evropy. Po skončení kariéry zůstal v basketbalovém prostředí jako trenér a pedagog na Institutu tělesné výchovy a sportu.
Jako hráč týmu Sokol Pražský získal bronzovou medaili na mistrovství Československa 1949. Hrál za reprezentační družstvo Československa a v roce 1946 na evropském šampionátu v Ženevě získal zlatou medaili, když ve finálovém zápase s Itálií (34:32) byl s 10 body druhým nejlepším střelcem týmu (více dal jen Slovák Josef Křepela – 13 bodů). O rok později na šampionátu v Praze skončil s týmem Československa na druhém místě. Byl s 83 body druhým nejlepším střelcem týmu.
V letech 1955 až 1962 a v sezóně 1971/1972 byl trenérem ligového družstva Slavia VŠ Praha, se kterým v roce 1972 získal titul mistra Československa a hrál s ním Pohár evropských mistrů, v němž se probojovali do čtvrtfinálové skupiny.
Jeho synem je PaedDr. Michael Velenský, Ph.D. (nar. 13.02.1951) vedoucí odd. basketbalu katedry sportovních her Fakulty tělesné výchovy a sportu, vnukem Mgr. Jakub Velenský nar. (30.11.1979), oba basketbalisté.
V roce 2004 byl uveden do Síně slávy českého basketbalu.

## Sportovní kariéra

### Hráč klubu
- 1944–1948 Uncas Praha: 1. místo (1944, 1945), 2. místo (1947)
- 1948–1950 Sokol Pražský: 3. místo (1949), 7. místo (1950)

### Československo
- mistr Evropy 1946 (Ženeva), 18 bodů ve 3 utkáních
- vicemistr Evropy 1947 (Praha), druhý nejlepší střelec týmu s 83 body v 7 utkáních
- 30 utkání za reprezentační tým (1946–1948)

### Trenér
- 1955–1962 Slavia VŠ Praha (ITVŠ) 2x 4. místo (1957, 1961), 4x 5. místo (1958, 1959, 1960, 1962), 6. místo (1956)
- 1966–1967 národní tým Tuniska
- 1971–1972 Slavia VŠ Praha – mistr Československa 1972, účast v Poháru evropských mistrů (8 zápasů, čtvrtfinálová skupina)
- celkem 8 ligových sezón jako trenér

### Pedagog
- 1959 Institut tělesné výchovy a sportu, od roku 1965 fakulta Univerzity Karlovy, docent na katedře sportovnéch her

## Knihy
- Svatopluk Mrázek, Emil Velenský, Lubomír Dobrý: Košíková, Praha: STN, 1955, 255s
- Emil Velenský: Plánování přípravy družstva košíkové, STN / Učební texty ČSTV, Sv. 7a, Praha, 1960, 58 stran
- Emil Velenský: Obrana v košíkové: Základní obranné činnosti jednotlivce, STN, Praha, 1965, 1. vyd., 158s
- Lubomír Dobrý, Emil Velenský: Košíková mládeže, Praha: Sport. a turist. nakl., 1965
- Emil Velenský: Košíková: Trénink, technika, taktika, 1. vyd., česky, Olympia / Edice Sport, Praha, 1976, 380s
- Emil Velenský, František Kovář: Program sportovní přípravy v tréninkových střediscích mládeže basketbalu, Sportpropag, Praha, 1979, 130s
- Lubomír Dobrý, Emil Velenský: Košíková: historie a teorie basketbalu, 1. vyd. Praha: SPN, 1980. 303s.
- Lubomír Dobrý, Emil Velenský: Košíková: Teorie a didaktika, SPN, 1980, 303s
- Pavel Nerad, Emil Velenský: Historie československé košíkové, Zpravodaj, Výbor basketbalového svazu ÚV ČSTV, ročník 1983
- Emil Velenský: Basketbal, 1. vyd. Praha: Olympia, 1987, 283s, 309 obr., grafy
- Emil Velenský, Zdeněk Nádvorník, Ladislav Říha, Jiří Konopásek, Michael Velenský: BASKETBAL, Československý svaz tělesné výchovy, Český ústřední výbor, Sportpropag, 1988, 52s
- Lubomír Dobrý, Emil Velenský: Teorie a didaktika košíkové, SPN Praha 1988, 376s.